# Radno pravo
Radno pravo je naziv za skup pravnih normi kojima se uređuje nastanak, sadržina i prestanak radnog odnosa kao i pravni položaj subjekata radnog prava.
Smatra se da je u svom razvoju radno pravo prošlo kroz četiri perioda:
- od nastanka klase najamnih radnika do kraja 19. veka, kada su radni odnosi bili regulisani ugovorom o najmu radne snage,
- od kraja 19. veka do završetka Prvog svetskog rata,
- period između dva svetska rata,
- nakon završetka Drugog svetskog rata pa do danas.

## Istorija
Sargon Akadski je ujedinio gradove-države u Asiriji i Sumeru u jedinstveno carstvo, kojim je vladao iz svog rodnog grada oko 2334. godine p. n. e.. Zajedničke mesopotamske standarde za dužinu, površinu, zapreminu, težinu i vreme, koje su koristili zanatski esnafi u svakom gradu, proglasio je Narum-Sinu od Akada (oko 2254–2218. p. n. e.), Sargonov unuk. Time su bile obuhvaćene i kovanice, šekeli. Kodeks Hamurabijevog zakona 234 (oko 1755–1750. p. n. e.) predviđao je 2 šekela preovlađujuću platu za svako plovilo od 60 gur (300 bušela) izgrađeno pod ugovorom o radu između brodograditelja i vlasnika broda. Zakon 275 predviđao je trajektnu tarifu od 3 geraha dnevno za čarter ugovor između čarter broda i zapovednika. Zakon 276 je predviđao tarifu vozarine od 21⁄2 gera dnevno po ugovoru o prevozu između čartera i zapovednika broda, dok je Zakon 277 predviđao stopu prevoza od 1⁄6 šekela dnevno za plovilo od 60 gura.
Godine 1816. arheološkim iskopavanjem u Minji u Egiptu (pod ejaletom Osmanskog carstva) otkrivena je ploča iz doba dinastije Nerva-Antonini iz ruševina Antinojevog hrama u Antinopolju Rimskog Egipta, koja je propisivala pravila i članarinu za sahranu društvenog kolegijuma osnovanog u Lanuvijumu u Italiji približno 133. godine za vreme Hadrijana (117–138) u Rimskom carstvu.
Kolegijum je bilo koje udruženje u starom Rimu koje je delovalo kao pravno lice. Nakon usvajanja Leks Julije za vreme vladavine Julija Cezara kao konzula i diktatora Rimske republike (49–44. p. n. e.), i njihove ponovne potvrde tokom vladavine Oktavijana Avgusta kao predsedavajućeg senatora i imperatora rimske armije (27. p. n. e. - 14. godine), kolegijumima je bilo neophodno odobrenje Rimskog senata ili cara da bi bili ovlašteni kao pravna tela. Ruševine u Lambezisu datiraju formiranje pogrebnih društava među vojnicima Rimske armije i mornarima Rimske mornarice do vladavine Septimija Severa (193–211) 198. godine. U septembru 2011. arheološka istraživanja obavljena na mestu veštačke luke Portus u Rimu otkrila su natpise u brodogradilištu izgrađenom za vreme Trajana (98–117) koji ukazuju na postojanje ceha brodograditelja. Rimska luka La Ostija bila je dom ceha za corpus naviculariorum, kolegijuma trgovačkih pomoraca. Kolegijum je takođe uključivao bratstva rimskih sveštenika koji su nadgledali ritualne žrtve, praktikovali proricanje, čuvali svete spise, organizovali festivale i održavali specifične verske kultove.

## Literatura
- Stephen F. Befort and John W. Budd (2009). Invisible Hands, Invisible Objectives: Bringing Workplace Law and Public Policy Into Focus. Stanford University Press.
- Blanpain, R. The International Encyclopaedia for Labour Law and Industrial Relations. Архивирано из оригинала 9. 6. 2014. г. Приступљено 26. 6. 2014.
- E McGaughey (2018). A Casebook on Labour Law. Hart.
- Ewan, Mcgaughey (2014). „Behavioural Economics and Labour Law”. SSRN 2460685 .
- Keith Ewing, Aileen McColgan and Hugh Collins (2005). Labour Law, Cases, Texts and Materials.. Hart Publishing
- Simon Deakin and Gillian Morris (2005). Labour Law. Hart Pub. ISBN 978-1-84113-560-1.. Hart Publishing
- Keshawn Walker and Arn Morell, "Labor and Employment: Workplace Warzone", Georgetown University Thesis (2005)
- P. L. Malik's Industrial Law (Covering Labour Law in India) (2 Volumes with Free CD-ROM) (2015 изд.). Eastern Book Company. стр. 1—3656. ISBN 9789351451808.
- Labour Laws - A Primer (2011 изд.). Eastern Book Company. 2011. стр. 1–224. ISBN 9789350281437.
- Annuaire de la législation du travail  (Bruxelles, 1898–1905)
- Hygiène et sécurité des travailleurs dans les ateliers industriels (Paris, 1895)
- Bulletin de l'inspection du travail  (Paris, 1895–1902)
- Bulletin de l'office international du travail (Paris, 1902–1906)
- Congrès international de législation du travail (1898)
- Die Gewerbeordnung für das deutsche Reich. (1) Landmann (1897) (2) Neukamp (1901)
- Gesetz betr. Kinderarbeit in gewerblichen Betrieben, 30. März 1903
- Konrad Agand, Manz'sche Gesetzausgabe, 1. Band and 7. Band (Wien, 1897–1898)
- Legge sugli infortunii del lavoro (Milan, 1900).
- Twenty-Second Annual Report of the Commissioner of Labor. 1907. giving all labour laws in force in the United States in 1907, with annotations of decisions of courts
- Bulletins (bimonthly) of the U.S. Bureau of Labor, containing laws passed since those published in the foregoing, and decisions of courts relating to employers and employees; see also special articles in these Bulletins on:
- "Employer and Employe under the Common Law" (No. 1)
- "Protection of Workmen in their Employment" (No. 26)
- "Government Industrial Arbitration" (No. 60)
- "Laws relating to the Employment of Women and Children, and to Factory Inspection and the Health and Safety of Employes" (No. 74)
- "Wages and Hours of Labor in Manufacturing Industries, 1890 to 1907" (No. 77)
- "Review of Labor Legislation of 1908 and 1909" (No. 85)
- Report of the Industrial Commission on Labor Legislation (vol. v., U.S. Commission's Report)
- C. D. Wright, Industrial Evolution in the United States (1887)
- Stimson, Handbook to the Labor Laws of the United States
- Stimson, Labor in its Relation to Law
- Adams and Sumner, Labor Problems
- Labatt, Commentaries on the Law of Master and Servant
- Braudel, Fernand (1992) [1982]. The Wheels of Commerce. Civilization & capitalism, 15th–18th century. 2. University of California Press. ISBN 978-0-520-08115-4.
- Epstein, S.R.; Prak, Maarten, ур. (2008). Guilds, Innovation and the European Economy, 1400–1800. Cambridge University Press. ISBN 978-1-139-47107-7.. — essays by scholars covering German and Italian territories, the Netherlands, France, and England; plus guilds in cloth spinning, painting, glass blowing, goldsmithing, pewterware, book-selling, and clock making.
- Grafe, Regina; Gelderblom, Oscar (пролеће 2010). „The Rise and Fall of the Merchant Guilds: Re-thinking the Comparative Study of Commercial Institutions in Premodern Europe”. Journal of Interdisciplinary History. 40 (4): 477—511. S2CID 145272268. doi:10.1162/jinh.2010.40.4.477. hdl:1874/386235 . Comparative study of the origins and development of merchant guilds in Europe, esp. their emergence during the late Middle Ages and their decline in the Early Modern era
- Ogilvie, Sheilagh (2011). Institutions and European Trade: Merchant Guilds, 1000–1800. Cambridge University Press. ISBN 978-1-139-50039-5.
- Prak, Maarten Roy (2006). Craft Guilds in the Early Modern Low Countries: Work, Power and Representation. Ashgate Publishing. ISBN 978-0-7546-5339-4.
- Rouche, Michel (1992). „Private life conquers state and society”.  Ур.: Ariès, Philippe; Veyne, Paul; Duby, Georges. A History of Private Life: From Pagan Rome to Byzantium. 1. Harvard University Press. стр. 419—. ISBN 978-0-674-39974-7.
- Weyrauch, Thomas (1999). Craftsmen and their Associations in Asia, Africa and Europe. VVB Laufersweiler. ISBN 978-3-89687-537-2.
- Emery, Gordon (1994). Curious Chester: Portrait of an English City Over Two Thousand Years. Gordon Emery. ISBN 978-1-872265-94-0.. Gordon Emery, Curious Chester (1999)
- Picard, Liza (2003). Elizabeth's London: Everyday Life in Elizabethan London. Weidenfeld & Nicolson. ISBN 978-0-297-60729-8.
- Brentano, Lujo (1969) [1870]. On the History and Development of Gilds and the Origin of Trade-Unions. Research & Source Works Series. Burt Frankin. ISBN 978-0833703682.
- Epstein, Steven A. (1991). Wage Labor and Guilds in Medieval Europe. UNC Press Books. ISBN 978-0-8078-4498-4.
- Olson, Mancur (2008) [1982]. The Rise and Decline of Nations: Economic Growth, Stagflation, and Social Rigidities. Yale University Press. ISBN 978-0-300-15767-3.
- Ogilvie, Sheilagh. (12. 2. 2019). The European Guilds: An Economic Analysis. Princeton University Press.. covers 1000 to 1880.
- Rosser, Gervase. (2015). The Art of Solidarity in the Middle Ages: Guilds in England 1250-1550. Oxford University Press.. https://books.google.com/books?id=A0rTBgAAQBAJ
- Agarwal, Ankit (2012). „Development of Economic Organizations and their Role in Human Empowerment during the Gupta Period”. History Today. 13. ISSN 2249-748X.
- Aldcroft, D. H. and Oliver, M. J., eds. Trade Unions and the Economy, 1870–2000. (2000).
- Campbell, A., Fishman, N., and McIlroy, J. eds. British Trade Unions and Industrial Politics: The Post-War Compromise 1945–64 (1999).
- Clegg, H.A. A History of British Trade Unions Since 1889 (1964); A History of British Trade Unions Since 1889: Vol. 2 1911–1933. (1985); A History of British Trade Unionism Since 1889. 3: —51. 1934. Недостаје или је празан параметар |title= (помоћ) (1994), The major scholarly history; highly detailed.
- Davies, A. J (1996). To Build a New Jerusalem: Labour Movement from the 1890s to the 1990s. Abacus. ISBN 978-0-349-10809-4.
- Laybourn, Keith (1992). A history of British trade unionism c. 1770–1990.
- Minkin, Lewis (1991). The Contentious Alliance: Trade Unions and the Labour Party. ISBN 978-0-7486-0404-3.. 708
- Pelling, Henry (1987). A history of British trade unionism. Penguin Books. ISBN 978-0-14-022764-2.
- Wrigley, Chris, ур. (1997). British Trade Unions, 1945–1995. Manchester University Press.
- Zeitlin, Jonathan (1987). „From labour history to the history of industrial relations.”. Economic History Review. 40 (2): 159—184. JSTOR 2596686. doi:10.2307/2596686.. Historiography
- Directory of Employer's Associations, Trade unions, Joint Organisations. H.M. Stationery Office. 1986. ISBN 0-11-361250-8.. published by HMSO (Her Majesty's Stationery Office) on 1986
- Arnesen, Eric, ур. (2006). Encyclopedia of U.S. Labor and Working-Class History. Taylor & Francis. ISBN 0415968267.. 3 vol; 2064pp; 650 articles by experts ]
- Beik, Millie, ур. (2005). Labor Relations: Major Issues in American History. Bloomsbury Academic. ISBN 978-0-313-31864-1.. over 100 annotated primary documents ]
- Boris, Eileen, and Nelson Lichtenstein, ур. (2002). Major Problems In The History Of American Workers: Documents and Essays.
- Brody, David (1993). In Labor's Cause: Main Themes on the History of the American Worker. ISBN 0195067908.
- Dubofsky, Melvyn, and Foster Rhea Dulles (2004). Labor in America: A History.. textbook, based on earlier textbooks by Dulles.
- Taylor, Paul F. (1993). The ABC-CLIO Companion to the American Labor Movement.. 237pp; short encyclopedia
- Zieger, Robert H., and Gilbert J. Gall, Zieger, Robert H.; Gall, Gilbert J. (2002). American Workers, American Unions: The Twentieth Century (3rd изд.). JHU Press. ISBN 080187078X.( 2002)
- Berghahn, Volker R., and Detlev Karsten. Industrial Relations in West Germany (Bloomsbury Academic, 1988).
- European Commission, Directorate General for Employment, Social Affairs & Inclusion: Industrial Relations in Europe 2010.
- Gumbrell-McCormick, Rebecca, and Richard Hyman (2013). Trade unions in western Europe: Hard times, hard choices. Oxford University Press.
- Hodder, A. and L. Kretsos, eds. Young Workers and Trade Unions: A Global View (Palgrave-Macmillan, 2015). review
- Kester, Gérard. Trade unions and workplace democracy in Africa (Routledge, 2016).
- Kjellberg, Anders (август 2011). „The Decline in Swedish Union Density since 2007”. Nordic Journal of Working Life Studies. 1 (1): 67—93. doi:10.19154/njwls.v1i1.2336.
- Kjellberg, Anders (2017) The Membership Development of Swedish Trade Unions and Union Confederations Since the End of the Nineteenth Century (Studies in Social Policy, Industrial Relations, Working Life and Mobility). Research Reports 2017:2. Lund: Department of Sociology, Lund University.
- Lipton, Charles (1967). The Trade Union Movement of Canada: 1827–1959 (3rd изд.).. Toronto, Ont.: New Canada Publications, 1973).
- Markovits, Andrei (2016). The Politics of West German Trade Unions: Strategies of Class and Interest Representation in Growth and Crisis. Routledge.
- Ewan, Mcgaughey (29. 6. 2017). „Democracy or Oligarchy? Models of Union Governance in the UK, Germany and US”. 2017. SSRN 2995297 .
- Misner, Paul (2015). Catholic Labor Movements in Europe. Social Thought and Action, 1914–1965.. online review
- Mommsen, Wolfgang J., and Hans-Gerhard Husung, eds. The development of trade unionism in Great Britain and Germany, 1880–1914 (Taylor & Francis, 1985).
- Orr, Charles A. (1966). „Trade Unionism in Colonial Africa”. Journal of Modern African Studies. 4: 65—81. doi:10.1017/S0022278X00012970.
- Panitch, Leo & Swartz, Donald (2003). From consent to coercion: The assault on trade union freedoms, third edition. Ontario: Garamound Press.
- Ribeiro, Ana Teresa (2016). „Recent Trends in Collective Bargaining in Europe.”. e-Journal of International and Comparative Labour Studies. 5 (1). Архивирано из оригинала 11. 01. 2017. г. Приступљено 26. 09. 2021.
- Taylor, Andrew (1989). Trade Unions and Politics: A Comparative Introduction. Macmillan.
- Upchurch, Martin, and Graham Taylor (2016). The Crisis of Social Democratic Trade Unionism in Western Europe: The Search for Alternatives. Routledge.
- Visser, Jelle (2006). „Union membership statistics in 24 countries.”. Monthly Labor Review. 129. online
- Visser, Jelle. "ICTWSS: Database on institutional characteristics of trade unions, wage setting, state intervention and social pacts in 34 countries between 1960 and 2007." Institute for Advanced Labour Studies, AIAS, University of Amsterdam, Amsterdam (2011). „online”. Архивирано из оригинала 28. 04. 2020. г. Приступљено 26. 09. 2021.

## Spoljašnje veze
- „Labor Legislation”. New International Encyclopedia. 1905.
- Medieval Guilds - World History Encyclopedia
- Medieval guilds
- St. Eloy's Hospice